# Sistema d'agrupament sanguini AB0

Antígens dels grups sanguinis presents en els glòbuls rojos de la sang i anticossos IgM presents en el sèrum

El sistema d'agrupament sanguini AB0 (o ABO) és el més important sistema de diferenciació de tipus de sang (o grup sanguini) en les transfusions de sang en humans. Els anticossos anti-A i anti-B associats als antígens A i B són normalment del tipus IgM, que es produeixen en major mesura en els primers anys de vida per sensibilització a substàncies del medi com el menjar, els bacteris i els virus. Els tipus de sang AB0 són també presents en alguns animals, per exemple primats com els ximpanzés, els bonobos i els goril·les.

## Història dels descobriments
El sistema d'agrupament sanguini AB0 està àmpliament acreditat i fou descobert pel científic austríac Karl Landsteiner, que l'any 1900 va descriure tres grups sanguinis diferents. Va ser guardonat amb el Premi Nobel de Fisiologia i Medicina el 1930 pel seu treball en aquest àmbit. Per culpa d'una manca de comunicació en aquella època, es va descobrir posteriorment que el seròleg txec Jan Janský havia postulat de forma independent una classificació de la sang humana en quatre grups, però ha estat la teoria de Landsteiner la que ha estat acceptada de forma global pel col·lectiu científic. Tot i això, la classificació sanguínia de Janský s'utilitza encara a Rússia i als antics membres de l'URSS (vegeu a baix). A Amèrica, Moss publicà la seva pròpia tesi (molt similar) l'any 1910.
Landsteiner va descriure els grups A, B i 0; Alfred von Decastello i Adriano Sturli van descobrir un quart grup, l'AB, el 1902. Ludwik Hirszfeld i E. von Dungern van postular l'heretabilitat dels grups sanguinis AB0 el 1910–11, i amb Felix Bernstein es va demostrar el correcte patró d'herència del grup sanguini de múltiples al·lels en un locus el 1924. Watkins i Morgan, a Anglaterra, van descobrir que els epítops dels grups AB0 eren determinats per sucres, específicament N-acetilgalactosamina pel tipus A i galactosa pel tipus B. Després de moltes publicacions que defensaven que les substàncies ABH estaven unides a glicoesfingolípids, el grup de Laine (1988) va trobar que la banda 3 de les proteïnes expressades tenien una llarga cadena de polilactosamina que contenia la major part de les substàncies ABH. Més tard, el grup de Yamamoto va mostrar quina glicosil transferasa en concret dona els epítops A, B i 0.

## Antígens AB0

Diagrama que mostra les diferents cadenes de carbohidrats que determinen el grup AB0

L'antigen H és essencialment el precursor dels antígens dels grups sanguinis AB0. El locus H està situat al cromosoma 19. Conté 3 exons que abracen més de 5 kb de DNA genòmic, i que codifica una fucosiltransferasa que produeix l'antigen H en els glòbuls vermells. L'antigen H és una seqüència de carbohidrats units normalment a una proteïna (amb una menor part lligada a una fracció de ceramida). Consisteix en una cadena de β-D-galactosa, β-D-N-acetilglucosamina, β-D-galactosa, i dues cadenes lligades d'α-L-fucosa, cadenes que poden estar lligades a una proteïna o a ceramida.
El locus AB0 està situat al cromosoma 9. Conté 7 exons que abracen més de 18 kb de DNA genòmic. El setè exó és el més llarg i conté la major part de la seqüència codificant. El locus AB0 té tres formes al·lèliques: A, B i 0. L'al·lel A codifica que la glicosiltransferasa que uneix l'α-N-acetilgalactosamina a la D-galactosa acabi en l'antigen H, produint l'antigen A. L'al·lel B codifica que la glicosiltransferasa que lliga l'α-D-galactosa unida a la D-galactosa acabi en l'antigen H, creant l'antigen B.
En el cas de l'al·lel 0, el sisè exó conté una supressió que resulta en una pèrdua d'activitat enzimàtica. L'al·lel 0 difereix de l'A per la supressió d'un sol nucleòtid– guanina a la posició 261. Aquesta eliminació causa un canvi de marc, fet que causa una pèrdua d'activitat enzimàtica. Això provoca que l'antigen H quedi sense lligar en el cas dels individus del grup 0.
La majoria d'antígens AB0 són expressats al final de llargues cadenes de polilactosamina lligades normalment a proteïnes de banda 3. L'anió canvia la proteïna de la membrana dels glòbuls vermells, i una minoria d'epítops són expressats en glicoesfingolípids neutrals.

## Serologia
Els anticossos anti-A i anti-B, que no són presents en els nounats, apareixen en el primer any de vida. Són isoanticossos, és a dir, que són produïts per un individu per lluitar contra els membres de la mateixa espècie (isoantígens). Els anticossos anti-A i anti-B són normalment del tipus IgM, que no són capaços de travessar la placenta fins a la circulació sanguínia fetal. Els individus del tipus 0 poden produir anticossos AB0 del tipus IgG.

### Teories originals
És possible que els antígens del menjar i del medi (d'origen bacteriològic, viral o vegetal) tinguin epítops suficientment similars als antígens glicoproteics A i B. Els anticossos creats per lluitar contra aquests antígens del medi en el primer any de vida poden crear una reacció d'incompatibilitat sanguínia AB0 en els glòbuls rojos de la sang, amb els quals poden entrar en contacte amb una transfusió de sang posterior. Hi ha hipòtesis que defensen que els anticossos anti-A són originats per una resposta immunitària contra el virus de la grip, que té uns epítops prou similars a l'α-D-N galactosamina a les glicoproteïnes A per ser capaç de provocar la reacció. També hi ha hipòtesis que diuen que els antígens anti-B són originats per una resposta immune contra els bacteris Gramnegatius, com l'E. coli, reaccionant amb l'α-D galactosa en la glicoproteïna B.
La “teoria de la llum en la foscor” ("Light in the Dark theory", DelNagro, 1998) suggereix que quan els virus de gemmació adquireixen la membrana d'una cèl·lula hoste d'un pacient humà (en particular del pulmó i de l'epiteli de la mucosa on s'expressa en major mesura) també s'emporten antígens sanguinis AB0 de les membranes, i poden també portar recipients secundaris on aquests antígens poden provocar una resposta immunitària de l'hoste contra els antígens sanguinis aliens que el virus carrega. Aquests antígens sanguinis humans que el virus porta poden ser responsables de la primera producció d'anticossos contra els antígens AB0 en els nounats. Aquesta teoria té molt suport sobretot després dels recents experiments amb el VIH, que pot ser neutralitzat “in vitro” utilitzant anticossos contra antígens sanguinis expressats específicament en les cèl·lules on es produeix.
La “teoria de la llum en la foscor” suggereix una nova hipòtesi evolutiva: que hi ha una veritable immunitat comuna, que ha estat desenvolupada per disminuir la inter-transmissibilitat de virus dins les poblacions. En diferents poblacions, existeix una diversitat de fraccions antigèniques úniques que fan que la població en global sigui més resistent a determinades infeccions. Un sistema ideal treballaria amb al·lels recessius variables.
Tanmateix, és més probable que la diversitat al·lèlica impulsada per la força de l'evolució sigui simplement una freqüència negativa depenent de la selecció; les cèl·lules amb variacions fora del normal en els antígens de membrana són més fàcils de distingir pel sistema immunitari de patògens que carreguen antígens dels hostes. Per tant, els individus que posseeixin tipus d'antígens estranys, estan millor equipats a l'hora de detectar patògens. L'alta diversitat que existeix entre els individus d'una població humana seria la conseqüència natural de la selecció dels propis individus.

## Biologia del no-antigen
Les molècules de carbohidrats a la superfície de la membrana dels glòbuls vermells juguen papers d'integritat en la membrana cel·lular, en l'adhesió cel·lular, en el transport de molècules a través de la membrana i actuen com a receptors de lligands extracel·lulars i enzims. S'ha demostrat que els antígens AB0 tenen un rol similar a les cèl·lules epitelials així com en els glòbuls vermells de la sang.

## Reaccions en transfusions
A causa de la presència d'isoanticossos contra els antígens sanguinis aliens, els individus de grup sanguini tipus A crearan immediatament anticossos anti-B contra els antígens B dels individus de grup sanguini B si hi ha hagut una transfusió de sang d'un individu B cap a un individu A. Els anticossos anti-B s'uniran als antígens B dels glòbuls vermells i es produirà una lisi mediada d'aquestes cèl·lules. El mateix succeeix pels grups B i 0 (que crearan tant anticossos anti-A com anti-B). Tanmateix, l'únic grup que no presentarà isoanticossos anti-A ni anti-B serà l'AB, ja que els individus d'aquest grup tenen com a propis els antígens A i B en els seus glòbuls vermells. D'aquesta manera, no rebutgen cap mena de sang, i per això són coneguts com a receptors universals.
Tractant-se de compatibilitat a les transfusions, malauradament també s'ha de tenir en compte un altre factor, més enllà que no hi hagi rebuig contra els antígens A i B. Aquest factor s'anomena factor de rhesus, també anomenat Rh. Un individu pot ser Rh+ o Rh-. Així doncs, classificarem els individus pel seu grup AB0 i per si és Rh positiu o negatiu. Si tenim un individu del grup A i que és Rh+, l'anomenarem A+.
- La sang
- Els components de la sang
- Grups sanguinis
- Quadre de compatibilitat
- Freqüències dels diferents grups AB0 i Rh a la població
- Destí de les donacions
- Preguntes freqüents
- Qüestionari mèdic
- Consulteu al metge
- Apunta't per a donar sang

## Quadre de compatibilitat
Es pot presentar com:
| A+                       | A+   | AB+  |      |      | 0+   | 0-   | A+   | A-   |
| A-                       | A+   | AB+  | A-   | AB-  | 0-   | A-   |      |      |
| B+                       | B+   | AB+  |      |      | 0+   | 0-   | B+   | B-   |
| B-                       | B+   | B-   | AB+  | AB-  | 0-   | B-   |      |      |
| AB+ (Receptor universal) | AB+  |      |      |      | Tots | Tots | Tots | Tots |
| AB-                      | AB+  | AB-  |      |      | AB-  | A-   | B-   | 0-   |
| 0+                       | A+   | B+   | AB+  | 0+   | 0+   | 0-   |      |      |
| 0- (Donant universal)    | Tots | Tots | Tots | Tots | 0-   |      |      |      |

Una advertència sobre l'axioma de ‘donant universal' és que s'aplica als glòbuls vermells, i no a la totalitat de la càrrega sanguínia. Fent servir la taula anterior, els individus tipus 0 tenen anticossos anti-A i anti-B en el sèrum. Per fer una transfusió de sang d'un donant de tipus A, B o AB a un receptor 0, la totalitat dels productes sanguinis produirien una reacció hemolítica donat que existeixen anticossos als sèrum.
No hi ha anticossos contra l'antigen H, excepte els individus que presenten l'anomenat fenotip de Bombay.
En els secretors ABH, els antígens ABH són secretats per cèl·lules productores de mucositats que separen l'interior del cos amb el medi, incloent pulmons, pell, fetge, pàncrees, estómac, intestí, ovaris i pròstata.

## Malaltia hemolítica AB0 del nounat
La incompatibilitat entre grups sanguinis AB0 d'una mare i el seu fill normalment no causa la malaltia hemolítica del nounat (MHN), ja que els anticossos dels grups sanguinis són del tipus IgM i aquests no poden travessar la placenta. Tanmateix, en una mare de tipus 0- els seus anticossos són de tipus IgG, fent que el nadó pugui contraure la malaltia.

## Herència

A i B són codominants, donant el fenotip AB.

El grup sanguini s'hereta dels pares. El tipus de grup sanguini AB0 és controlat per un sol gen (el gen AB0) que consta de tres al·lels: i, IA, ‘i’ IB. El gen codifica una glicosiltransferasa, que és un enzim que modifica el contingut de les cadenes de carbohidrats en els antígens als glòbuls vermells de la sang. El gen està situat en el braç llarg del novè cromosoma (9q34).
L'al·lel IA dona el tipus A, IB dona el tipus B, 'i' i dona el tipus 0. IA i IB són dominants sobre i, només els individus homozigots ii són del grup sanguini 0. Els individus IAIA o IAi són del tipus A, i els IBIB o IBi del tipus B. Els que tenen un genotip IAIB mostren ambdós fenotips, ja que A i B s'expressen amb una dominància especial: la codominància, que significa que els pares de tipus A i B poden tenir un fill AB. Una parella de tipus A i B poden tenir un fill 0 si ambdós són heterozigots (IBi,IAi). El fenotip cis-AB té un sol enzim que crea els dos antígens A i B. Els glòbuls vermells que presenten aquest fenotip no solen tenir el mateix grau d'expressió dels dos antígens A o B, cosa que sí que succeiria en les cèl·lules A1 o B, que poden ajudar a solucionar el problema d'una aparent impossibilitat genètica de grup sanguini.

## Distribució i evolució històrica
La distribució dels grups sanguinis A, B, 0 i AB no és la mateixa en les poblacions del món. També existeixen variacions de tipus de sang entre elles.
Al Regne Unit, la distribució de les freqüències en els grups sanguinis de la població mostra una correlació amb la distribució de topònims i les seves successives invasions i migracions, incloent Vikings, Danesos, Saxons, Celtes i Normands que van contribuir en els morfemes dels topònims i els gens de la població.
Hi ha sis al·lels comuns en els individus blancs del gen AB0 que produeix el tipus de sang que un té:
| A- A101 (A1) - A201 (A2) | B- B101 (B1) | 0- O01 (O1) - O02 (O1v) - O03 (O2) |

Algunes variacions poc comunes d'aquests al·lels s'han trobat en diferents poblacions de tot el món.
Alguns biòlegs evolutius teoritzen que l'al·lel IA va evolucionar primer, seguit pel 0 (a través de l'eliminació d'un sol nucleòtid) i després l'al·lel IB. Aquesta cronologia explica el percentatge internacional de persones amb cada tipus de grup sanguini. Una altra teoria afirma que hi ha quatre llinatges del gen AB0 i que les mutacions que creen el tipus 0 han ocorregut almenys tres vegades a la humanitat. Aquests llinatges abasten els següents al·lels: A101/A201/O09, B101, O02 i O01. La contínua presència dels al·lels 0 és hipotèticament el resultat de l'equilibri de la selecció. Les dues teories contradiuen l'altra teoria que defensa que el tipus sanguini 0 va evolucionar abans, recolzada pel fet que els éssers humans (excepte el tipus hh) poden rebre-ho. El Servei Britànic Nacional de Transfusió de Sang afirma que originalment tots els éssers humans van ser del tipus 0.

### Distribució d'AB0 i Rh en cada país
| País                             | Població              | 0+     | A+     | B+     | AB+   | 0-    | A-    | B-    | AB-   |
| -------------------------------- | --------------------- | ------ | ------ | ------ | ----- | ----- | ----- | ----- | ----- |
| Alemanya                         | 82,329,758            | 35%    | 37%    | 9%     | 4%    | 6%    | 6%    | 2%    | 1%    |
| Aràbia Saudita                   | 28,686,633            | 48%    | 24%    | 17%    | 4%    | 4%    | 2%    | 1%    | 0,23% |
| Austràlia                        | 21,262,641            | 40%    | 31%    | 8%     | 2%    | 9%    | 7%    | 2%    | 1%    |
| Àustria                          | 8,210,281             | 30%    | 33%    | 12%    | 6%    | 7%    | 8%    | 3%    | 1%    |
| Bèlgica                          | 10,414,336            | 38%    | 34%    | 8,5%   | 4,1%  | 7%    | 6%    | 1,5%  | 0,8%  |
| Brasil                           | 198,739,269           | 36%    | 34%    | 8%     | 2,5%  | 9%    | 8%    | 2%    | 0,5%  |
| Canadà                           | 33,487,208            | 39%    | 36%    | 7,6%   | 2,5%  | 7%    | 6%    | 1,4%  | 0,5%  |
| Dinamarca                        | 5,500,510             | 35%    | 37%    | 8%     | 4%    | 6%    | 7%    | 2%    | 1%    |
| Espanya                          | 40,525,002            | 36%    | 34%    | 8%     | 2,5%  | 9%    | 8%    | 2%    | 0,5%  |
| EUA                              | 307,212,123           | 37,4%  | 35,7%  | 8,5%   | 3,4%  | 6,6%  | 6,3%  | 1,5%  | 0,6%  |
| Estònia                          | 1,299,371             | 30%    | 31%    | 20%    | 6%    | 4,5%  | 4,5%  | 3%    | 1%    |
| Finlàndia                        | 5,250,275             | 27%    | 38%    | 15%    | 7%    | 4%    | 6%    | 2%    | 1%    |
| França                           | 62,150,775            | 36%    | 37%    | 9%     | 3%    | 6%    | 7%    | 1%    | 1%    |
| Hong Kong                        | 7,055,071             | 40%    | 26%    | 27%    | 7%    | 0,31% | 0,19% | 0,14% | 0,05% |
| Índia                            | 1,166,079,217         | 36,5%  | 22,1%  | 30,9%  | 6,4%  | 2.0%  | 0.8%  | 1.1%  | 0,2%  |
| Irlanda                          | 4,203,200             | 47%    | 26%    | 9%     | 2%    | 8%    | 5%    | 2%    | 1%    |
| Islàndia                         | 306,694               | 47,6%  | 26,4%  | 9,3%   | 1,6%  | 8.4%  | 4.6%  | 1.7%  | 0,4%  |
| Israel                           | 7,233,701             | 32%    | 34%    | 17%    | 7%    | 3%    | 4%    | 2%    | 1%    |
| Noruega                          | 4,660,539             | 34%    | 42,5%  | 6,8%   | 3,4%  | 6%    | 7,5%  | 1,2%  | 0,6%  |
| Nova Zelanda                     | 4,213,418             | 38%    | 32%    | 9%     | 3%    | 9%    | 6%    | 2%    | 1%    |
| Països Baixos                    | 16,715,999            | 39,5%  | 35%    | 6,7%   | 2,5%  | 7,5%  | 7%    | 1,3%  | 0,5%  |
| Polònia                          | 38,482,919            | 31%    | 32%    | 15%    | 7%    | 6%    | 6%    | 2%    | 1%    |
| Portugal                         | 10,707,924            | 36,2%  | 39,8%  | 6,6%   | 2,9%  | 6,0%  | 6,6%  | 1,1%  | 0,5%  |
| Regne Unit                       | 61,113,205            | 37%    | 35%    | 8%     | 3%    | 7%    | 7%    | 2%    | 1%    |
| Sud-àfrica                       | 49,320,000            | 39%    | 32%    | 12%    | 3%    | 7%    | 5%    | 2%    | 1%    |
| Suècia                           | 9,059,651             | 32%    | 37%    | 10%    | 5%    | 6%    | 7%    | 2%    | 1%    |
| Turquia                          | 76,805,524            | 29,8%  | 37,8%  | 14,2%  | 7,2%  | 3,9%  | 4,7%  | 1,6%  | 0,8%  |
|                                  |                       |        |        |        |       |       |       |       |       |
| Mitjana ponderada de la població | 2,261,025,244 (total) | 36,44% | 28,27% | 20,59% | 5,06% | 4,33% | 3,52% | 1,39% | 0,45% |

El grup sanguini B és més freqüent al nord de l'Índia i als països veïns del centre d'Àsia, i la seva incidència disminueix tant a l'oest com a l'est, amb una caiguda important dels percentatges a l'estat Espanyol. Es creu que va estar totalment absent a les poblacions natives americanes i australianes abans que hi arribessin els Europeus.
El grup A és molt freqüent a Europa, especialment a Escandinàvia i a Europa central, encara que les freqüències més altes es troben a Austràlia i a Montana.

## Relació amb el factor von Willebrand
L'antigen AB0 també pot ser esmentat en la glicoproteïna factor von Willebrand (vWF), que participa en l'hemostàsia (control d'hemorràgies). De fet, tenir el tipus 0 de sang determina una predisposició a sagnar, ja que el 30% del total de la variació genètica observada en el plasma vWF està explicada amb l'efecte del grup sanguini AB0 i les persones amb el grup sanguini 0 tenen un nivell de vWF al plasma més baix que els dels altres grups. A més, el vWF es degrada més ràpidament a causa de l'alta prevalença del grup sanguini 0 amb la variant Cys1584 de vWF (un aminoàcid polimòrfic del vWF): el gen d'ADAMTS13 es troba al novè cromosoma (9q34), al mateix lloc que el grup sanguini AB0. Els nivells més alts de vWF són més comuns entre les persones que han tingut un accident vascular cerebral isquèmic (de la coagulació sanguínia) per primera vegada. El resultat d'aquest estudi va descobrir que aquest esdeveniment no estava afectat pel ADAMTS13 polimòrfic, i l'únic factor genètic important era el grup sanguini de la persona.

## Relació del grup sanguini amb patologies
El grup 0 té algunes avantatges comparat amb els grups A, AB i B, ja que aquestes persones tenen un risc reduït (14%) de patir un carcinoma de cèl·lules escamoses i un 4% menys de risc de tenir un carcinoma basocel·lular. També està relacionat amb el risc de desenvolupar un càncer pancreàtic. L'antigen B està relacionat amb un risc més elevat de tenir un càncer d'ovaris i el càncer gàstric ha resultat més comú en el grup sanguini A i menys en el 0.

## Subgrups

### A1 i A2
El grup sanguini A conté vint subgrups, dels quals A1 i A2 són els més comuns (sobre el 99%). L'A1 crea un 80% de tot el grup A, i l'A2 el 20%. Aquests dos subgrups són intercanviables mentre que la transfusió sigui urgent, tot i que hi poden haver complicacions en casos estranys.

## Fenotip de Bombai

Estructura molecular dels antígens del sistema AB0, entre ells l'antigen hh, del fenotip de Bombai

Les persones amb el rar fenotip de Bombai (hh) no manifesten l'antigen H en els seus glòbuls vermells. Com que l'antigen H serveix com a precursor per produir antígens de tipus A i B, l'absència de l'antigen H significa que les persones no tenen antígens ni de tipus A ni B (similar al grup sanguini 0). No obstant això, a diferència del grup 0, l'antigen H està absent, així que produeixen isoanticossos a l'antigen H a més de produir anti-A i anti-B. En el cas que rebin sang del grup 0, els anticossos anti-H es lligaran a l'antigen H en RBC del donant de sang i destruiran els RBCs a través de lisis. Per tant, el fenotip de Bombai només pot rebre sang d'altres donants hh (encara que ells poden donar-ne com si fossin del tipus 0).

## La nomenclatura a Europa i l'antiga URSS
En parts d'Europa, l'“0” en el grup sanguini ABO està substituït per “0” (zero), significant la falta de l'antigen A o B. En l'antiga URSS, els grups sanguinis es mostren amb nombres Romans en lloc de lletres. Aquesta és la classificació original de Janský dels grups sanguinis. Designa els grups sanguinis dels humans com a I, II, III i IV, que són designats en altres llocs, respectivament, com 0, A, B i AB. La denominació A i B referent als grups sanguinis va ser proposada per Ludwik Hirszfeld.

## Sang universal i sang artificial
A l'abril del 2007, un grup internacional d'investigadors van anunciar a la revista Nature Biotechnology una manera barata i eficient de convertir els grups sanguinis A, B i AB en el grup 0. Això s'aconsegueix mitjançant l'ús de glicosidases d'un bacteri específic, que desmunta els antígens del grup sanguini dels glòbuls vermells. El problema que no se soluciona amb aquest mètode és l'antigen Rh, de manera que la sang Rh- dels donants s'ha de continuar utilitzant.
Un altre enfocament del problema de l'antigen de la sang és la creació de sang artificial, la qual podria actuar com un substitut en cas d'emergència.

## Llegendes urbanes
Hi ha molts mites populars al voltant dels grups sanguinis AB0. Aquestes conviccions han existit des que els grups sanguinis AB0 van ser descoberts i poden ser trobats en diferents cultures a tot el món. Per exemple, durant els anys 30, la relació entre els grups sanguinis i els tipus de personalitat es va tornar populars al Japó i en altres països asiàtics.
La popularitat del llibre de Peter J. D'Adamo titulat Eat Right For Your Blood Type ens suggereix que aquestes conjectures persisteixen. En aquest llibre es diu que els grups sanguinis AB0 ens determinen una bona dieta.
Altres mites defensen la idea que el grup A causa bastantes ressaques, que el grup 0 està associat amb la dentadura perfecta, i que aquells que tenen el grup A₂ tenen el QI més alt. No hi ha cap prova científica que recolzi aquestes teories.